# Peter Scolari
Peter Thomas Scolari (New Rochelle, 12 september 1955 – New York, 22 oktober 2021) was een Amerikaans acteur, filmregisseur en filmproducent.

## Carrière
Scolari begon in 1978 met acteren in de film Take Off. Hierna speelde hij meer dan 100 rollen in films en televisieseries zoals Bosom Buddies (1980-1982), Newhart (1984-1990), Gargoyles (1995-1996), Honey, I Shrunk the Kids (1997-2000), The Polar Express (2004) en Girls.
Ook was Scolari actief als filmregisseur en filmproducent. Als filmregisseur was hij 1990 actief in een aflevering van Newhart, als beide was hij van 1998 tot en met 2000 actief in de televisieserie Honey, I Shrunk the Kids.

## Privéleven
Scolari is in het verleden drie keer getrouwd geweest waaruit hij twee kinderen kreeg. Hij stierf op 22 oktober 2021 in New York op 66-jarige leeftijd aan leukemie.

## Filmografie

### Films
Selectie:
- 2007 Suburban Girl – als Mickey Lamm
- 2004 The Polar Express – als Billy de eenzame jongen
- 2002 Sorority Boys – als Louis
- 1996 That Thing You Do! – als Troy Chesterfield

### Televisieseries
Uitgezonderd eenmalige gastrollen.
- 2019-2020 Evil - als bisschop Thomas Marx - 3 afl.
- 2019 Fosse/Verdon - als Mel - 2 afl.
- 2012-2017 Girls – als Tad Horvath – 21 afl.
- 2016 Madoff - als Peter Madoff - 4 afl.
- 2015 Gotham - als commissaris Loeb - 4 afl.
- 2005 Listen Up – als Andrew McKillop – 2 afl.
- 1997-2000 Honey, I Shrunk the Kids – als Wayne Szalinski – 66 afl.
- 1995-1996 Gargoyles – als Preston Vogel (stem) – 5 afl.
- 1995 A Whole New Ballgame – als Glenn – 2 afl.
- 1995 The Mommies – als Ken Ballantine – 2 afl.
- 1995 Dweebs – als Warren Mosbey – 10 afl.
- 1993 Family Album – als Jonathan Lerner – 6 afl.
- 1984-1990 Newhart – als Michael Harris – 142 afl.
- 1983 Baby Makes Five – als Eddie Riddle – 5 afl.
- 1980-1982 Bosom Buddies – als Henry Desmond – 37 afl.
- 1980 Goodtime Girls – als Benny Loman – 13 afl.

- International Standard Name Identifier: 0000 0000 5414 6620
- Library of Congress Control Number: no2006013683
- MusicBrainz: 928c6b55-cf44-4d5e-ab7a-f4d1f4f92a30
- Virtual International Authority File: 7137173
- WorldCat: E39PBJmP8QVrFHddTvr8HfxFKd